# Heinz Weil
Heinz Weil (* 11. Dezember 1913 in Stuttgart; † 1998 in Weilimdorf) war ein deutscher Widerstandskämpfer gegen den Nationalsozialismus. Er war Fremdenlegionär, von 1969 bis 1974 Präsident eines Zivilsenats des Oberlandesgerichts Stuttgart und von 1974 bis 1978 Präsident des Landgerichts Ellwangen. Heinz Weil verließ Deutschland am 14. März 1938, um sich der Fremdenlegion anzuschließen, weil er nicht in Deutschland abwarten wollte, bis er ins Konzentrationslager musste. Er kämpfte als Führer einer Granatwerfergruppe und nahm 1944 an Offensiven gegen Italien teil und am Vormarsch der Alliierten von Südfrankreich nach Colmar im Elsass.

## Jugend und Ausbildung
Heinz Weils Eltern waren der königlich-württembergische Staatsanwalt Ludwig Weil, der kurz nach Beginn des Ersten Weltkriegs am 5. August 1914 als Vizewachtmeister fiel, und Julie Weil geb. Gutmann (* 6. Mai 1882, † nach dem 26. April 1942 im Durchgangsghetto Izbica). Urgroßvater Weils war Elias M. Gutmann (1809–1873), ein Gründungsaufsichtsratsmitglied der Württembergischen Notenbank. Heinz Weil wurde evangelisch getauft. Von 1923 bis 1932 besuchte er das Karls-Gymnasium Stuttgart. 1932 begann er das Studium der Rechtswissenschaften an der Universität Heidelberg und besuchte die Einführungsvorlesungen von Gustav Radbruch. Er setzte sein Studium in München, Kiel und Berlin fort. Die Erste Staatsprüfung legte er 1935 mit „lobenswert“ ab, der zweitbesten Note nach „vorzüglich“. Im gleichen Jahr wurde Weil zum Dr. jur. promoviert. Die Dissertation handelte darum, ob der Staat einem Retter, der einen Amokläufer entwaffnet, und dabei einen Körperschaden erleidet, die Heilungskosten zu erstatten hat. Weil orientierte sich am Aufopferungsanspruch für das Gemeinwohl des Preußischen Allgemeinen Landrechts. Weil schätzte den wissenschaftlichen Wert seiner Dissertation eher gering ein. Ähnliche Fallkonstellationen wurden aber später so bedeutsam, dass der Gesetzgeber geschädigte Retter ab 1963 in den Genuss der gesetzlichen Unfallversicherung kommen ließ.

## Auswege aus der Verfolgung

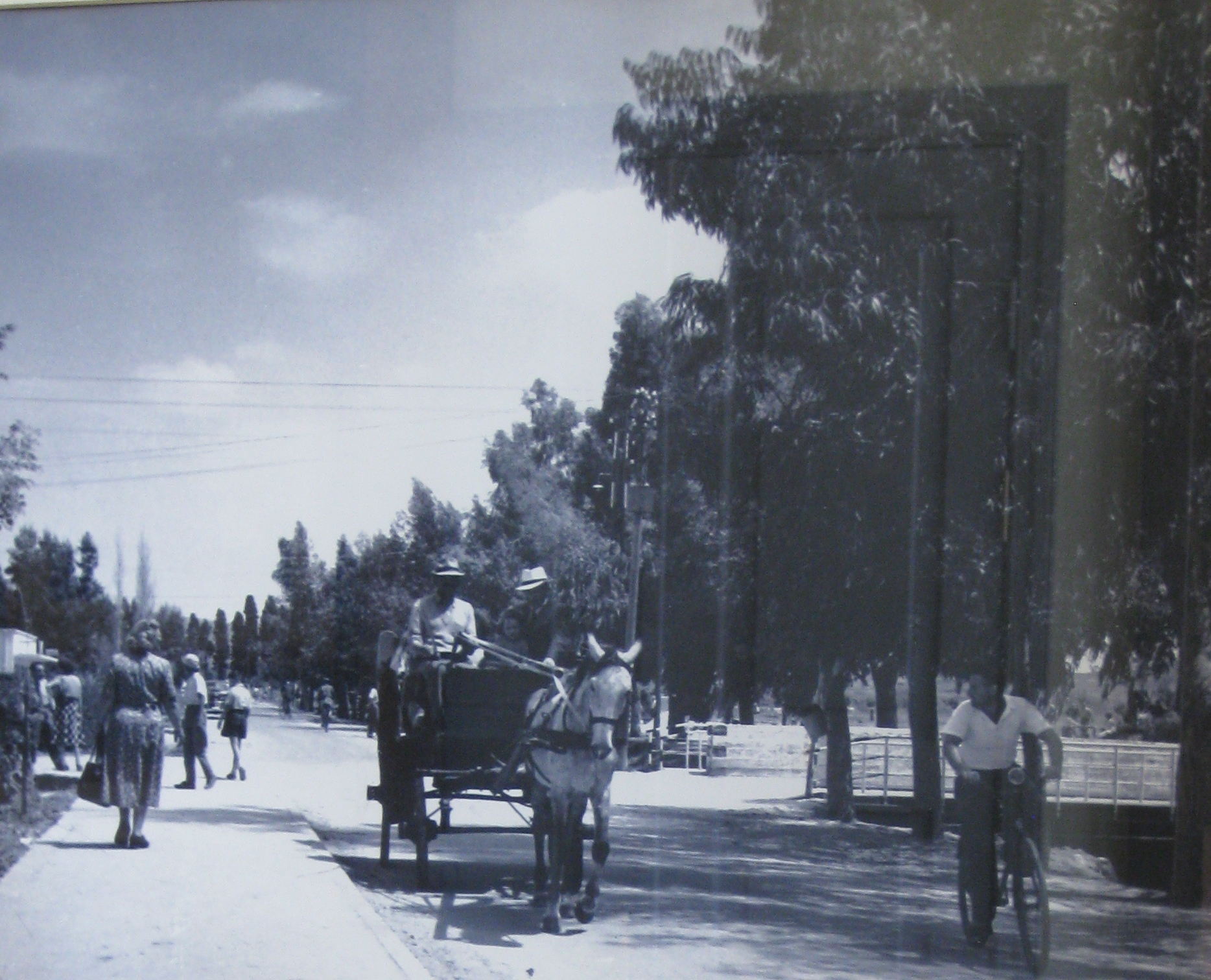
Straßenszene in Naharija, 1950er Jahre

Zum Vorbereitungsdienst für die zweite juristische Staatsprüfung, die Voraussetzung für alle juristischen Berufe ist, wurde Weil nicht zugelassen. Als Gerichtsreferendar war er Beamter auf Widerruf, und als Jude durfte er nach dem Berufsbeamtengesetz keine öffentlichen Ämter mehr bekleiden. Weil bemühte sich deshalb 1935 um eine Anstellung in der Eisengießerei Kleemann in Stuttgart-Obertürkheim, wo er aber im gleichen Jahr entlassen wurde. Um nicht bloß abzuwarten, ob er ins Konzentrationslager musste, besuchte er 1936 die Siedlung Naharija im Norden Palästinas an der Grenze zum Libanon. Der Dreiundzwanzigjährige konnte sich aber nicht vorstellen, wie sich bei ihm ein Heimatgefühl entwickeln sollte, wo die künftigen Landsleute Kaftane und Schläfenlocken trugen und samstags nur widerwillig die Kühe molken. Weil kehrte nach Deutschland zurück und fand 1937 eine Arbeitsgelegenheit in einer Ölhandlung. Weils Reisepass lief 1938 ab, und Weil hätte einen neuen nicht mehr bekommen. Er verließ Deutschland am 14. März 1938 über Kehl am Rhein mit dem Ziel, in die Fremdenlegion einzutreten.

## In der Vichy-treuen Fremdenlegion

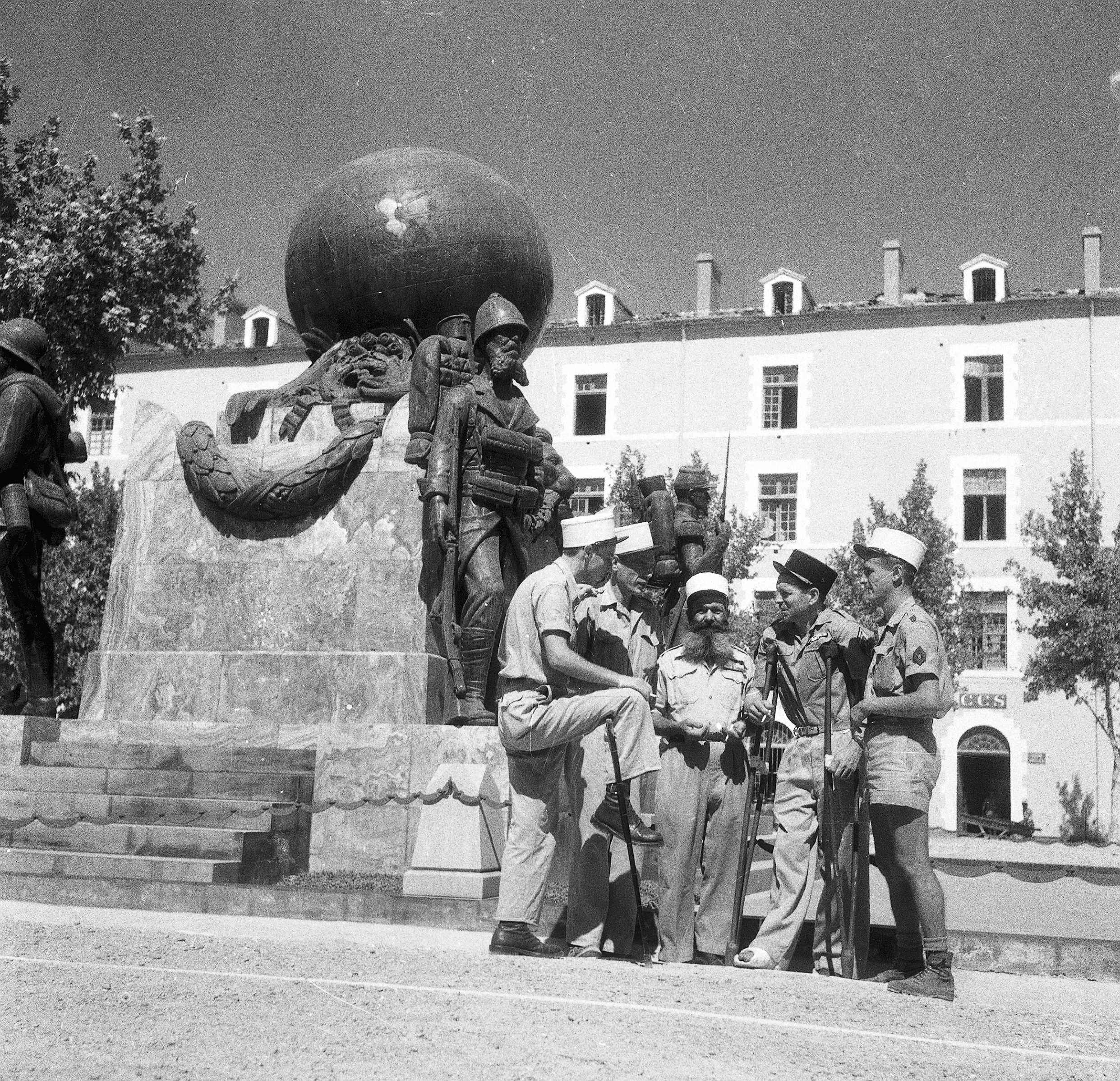
Mutterhaus der Fremdenlegion in Sidi bel Abbès

Aufgrund guter körperlicher Eignung wurde er in Straßburg in die Legion aufgenommen und trat nach der Schiffspassage über das Mittelmeer seinen Dienst in Sidi-bel-Abbès in Algerien an. Die Grundausbildung fand in Saida statt, 100 km südöstlich von Sidi-bel-Abbès am Südhang des Tell-Atlas. 1939 nahm Weil am Gefreitenlehrgang in Sidi-bel-Abbès teil und wurde wegen des Kriegsausbruchs ohne die bisher übliche Prüfung zum Gefreitenstellvertreter ernannt. Im gleichen Jahr wurde er nach Gabes in Tunesien und noch näher an die tripolitanische Grenze verlegt. Weil wurde dort zum Ausbau der Mareth-Linie herangezogen, die Tunesien vor einem italienischen Angriff aus dem besetzten Libyen schützen sollte. Im November 1939 wurde Weil zum Korporal befördert. Im Mai 1940 wurde Weil nach Djerba verlegt, wo die Fremdenlegion einen erwarteten italienischen Angriff abwehren sollte. Am 10. Juni 1940 erklärte Italien Frankreich den Krieg; am 24. Juni 1940 schlossen beide Mächte einen Waffenstillstand. Italien verlangte die Entmilitarisierung Tunesiens. Wegen der Räumung Tunesiens wurde Weil zuerst nach Tebessa in Algerien verlegt und dann zum 68. Afrikanischen Artillerieregiment in Sidi-bel-Abbès versetzt.
Die einen Einheiten der Fremdenlegion dienten dem Rumpfstaat von Vichy, die anderen dem freien Frankreich. In einem Urlauberheim der Fremdenlegion in Arzew gewann Weil einen Überblick über die gegensätzlichen Loyalitätsvorstellungen in der Fremdenlegion. Der Vertreter des freien Frankreich, General de Gaulle, wurde in Arzew als Verräter angesehen. Zur Jahreswende 1941/1942 wurde Weil an die Unteroffiziersschule in Saida abkommandiert. 1942 wurde Weil zum 3. Bataillon des 1. Régiment étranger in Aïn Sefra versetzt.

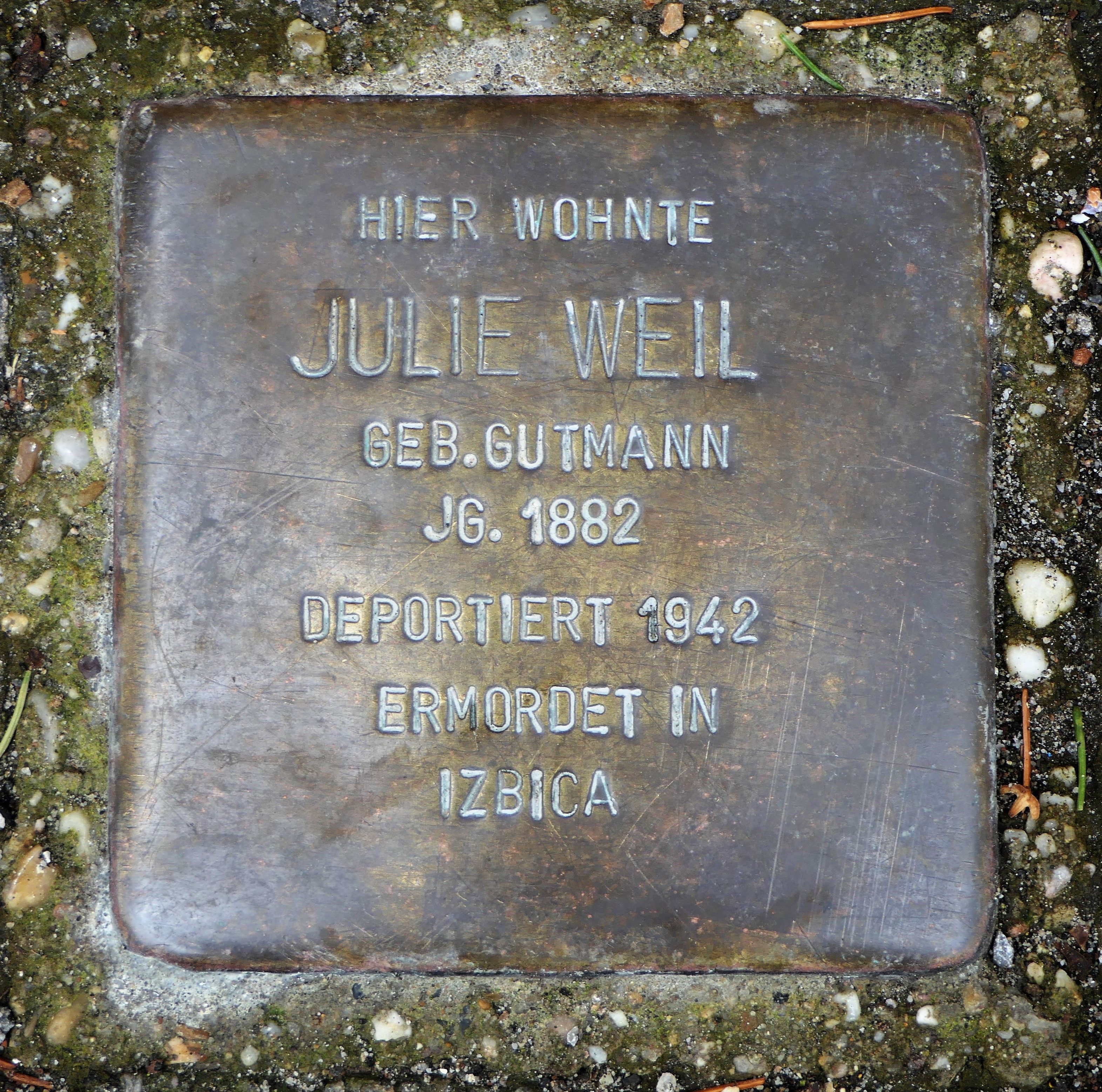
Stolperstein Julie Weil

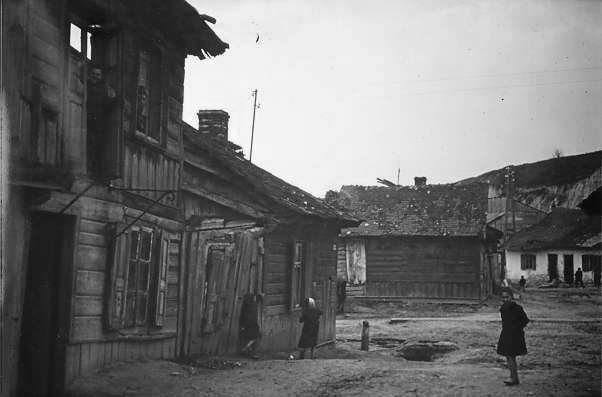
Ghetto Izbica

Grundsätzlich galt in der Fremdenlegion ein „Arierparagraph“, also ein Ausschluss der Juden vom Dienst. Diese Vorschrift wurde aber im 1. Régiment étranger nicht angewendet. Am 26. April 1942 wurde die Mutter Weils, Julie Weil in das Durchgangslager Izbica deportiert, wo sie später umgebracht wurde. Weil plante eine Flugzeugentführung, um sich zu den Alliierten durchzuschlagen, um an den Kampfhandlungen teilzunehmen. Der Plan war nicht durchzuführen, weil es keinen geeigneten Piloten gab. Das dritte Bataillon wurde nach Colomb-Bechar verlegt, so dass Weil nicht mit dem 1. Regiment gegen die am 9. November 1942 unter Kesselring nach Tunesien vorgerückten Truppen eingesetzt wurde. Er wurde aber zur 1. US-Infanteriedivision abkommandiert, um dort das moderne amerikanische Gerät kennenzulernen.

## In der Fremdenlegion des freien Frankreich
Am 24. Dezember 1942 wurde der Hochkommissar von Frankreich in Afrika und Gegner de Gaulles, François Darlan, von dem Gaullisten Fernand Bonnier de La Chapelle erschossen. Weil musste in Aïn Sefra deswegen wider Willen die Flagge auf halbmast setzen. Weil gelang es, sich zum 1. Regiment de la Marche versetzen zu lassen, von dem einige Bataillone auf Seiten des freien Frankreich und der Westalliierten am Tunesienfeldzug teilgenommen hatten, und verpflichtete sich für das Jahr 1943 weiter. Am 4. April 1943 wurde er von Aïn Sefra nach Tunesien verlegt und erhielt den Legionsnamen Paul Bernard. Er nahm an den tunesischen Kämpfen teil, darunter am Gefecht beim Djebel Zaghouan. Am 12. Mai 1943 kapitulierte die Heeresgruppe Afrika mit 250.000 Mann, Deutschen und Italienern.

## Weil und die Befreiung Europas
Um am weiteren Vormarsch der Alliierten teilnehmen zu können, ließ sich Weil in einem Rekrutierungsbüro für gaullistische Truppen in Algier anwerben. Weil wurde der 1. Division Française Libre zugeteilt, die auf Veranlassung von Henri Giraud, dem Hochkommissar von Französisch Nord- und Westafrika im libyschen Zuwara kurz vor der Ostgrenze Tunesiens stationiert war. Die Division war in die britische 8. Armee eingegliedert, und die Atmosphäre war deshalb britisch. Kern der 1. Division war die 13. Demi-Brigade de Légion étrangère. Die 13. Halbbrigade wurde am 1. März 1940 in Großbritannien aufgestellt, um Finnland im Winterkrieg gegen die Sowjetunion zu unterstützen. Sie bestand anfangs aus zwei Bataillonen mit 55 Offizieren, 210 Unteroffizieren und 1984 Mannschaften. Ihr erster Einsatz war am 28. Mai 1940 bei der Entsetzung von Narvik. Am 28. Juni 1940 schlossen sich auf Betreiben von Marie-Pierre Kœnig 28 Offiziere und rund 900 Mann, vorwiegend vom ersten Bataillon, Charles de Gaulle an und blieben in Großbritannien. 31 Offiziere und 636 Mann, vorwiegend vom 2. Bataillon, wurden nach Marokko verlegt. Die 13. Halbbrigade hatte bis 1943 teilgenommen an den Schlachten von Dakar im September 1940, Gabun im November 1940, Keren im März 1941, Massaoua im April 1941, Syrien im Juni 1941, Bir Hakeim im März 1942 und el Alamein im Oktober 1942.

### Befreiung Italiens

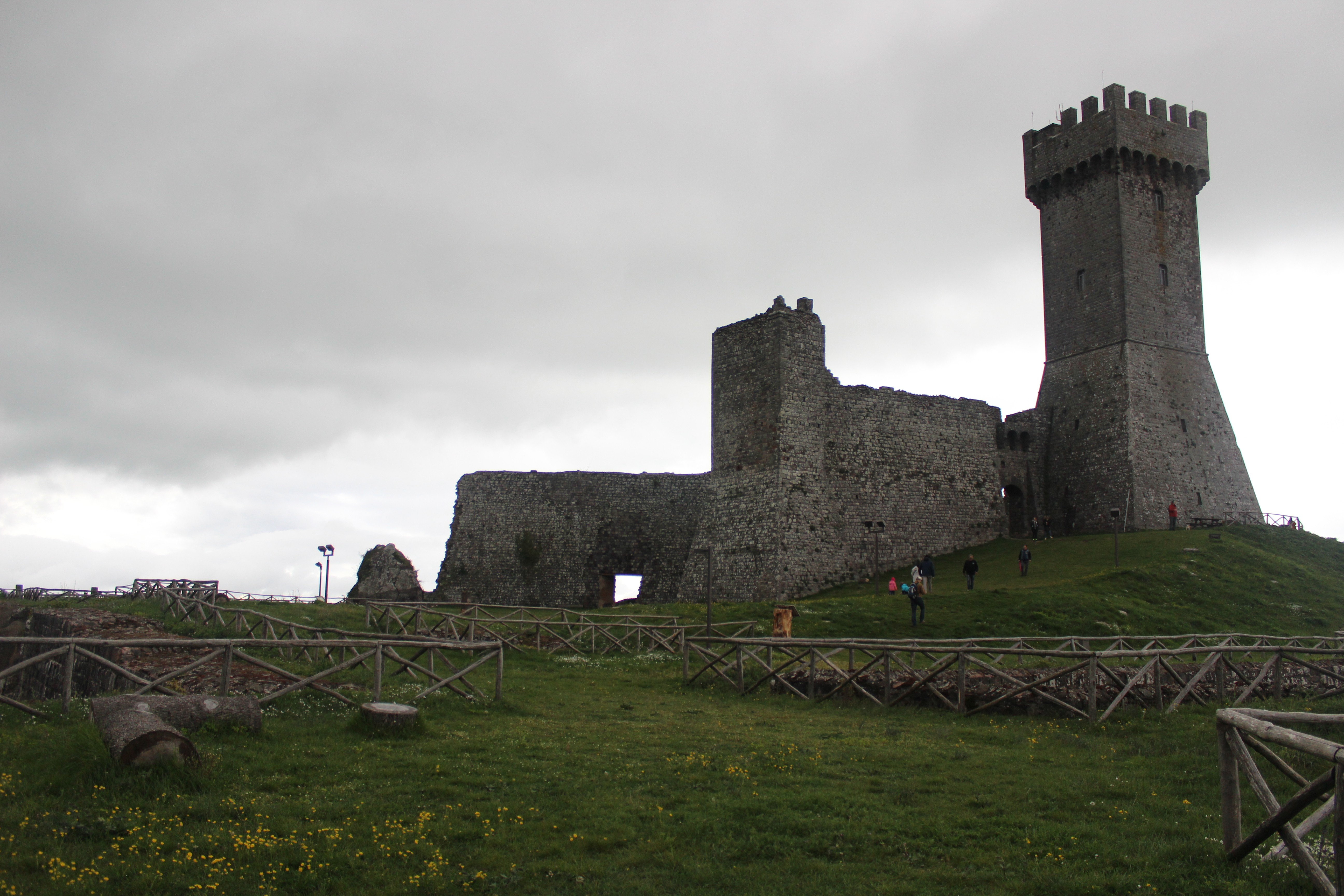
Burg Radicofani

Weil wurde Führer einer Granatwerfergruppe mit zwei überlangen, zielgenauen 8,1-cm-Rohren italienischer Bauart. Anfang 1944 wurde die 1. Division Français Libre in die 5. US-Armee eingegliedert. Mit Ausnahme der Mörser kam die Division in den Genuss einer verbesserten Ausrüstung. Die 5. US-Armee war für den ersten alliierten Angriff auf Mitteleuropa vorgesehen. Weil wurde im April 1944 von Bizerta per Schiff nach Neapel verlegt. Zunächst bezog er am Fluss Garigliano Stellung und nahm dann ab dem 11. Mai 1944 an der entscheidenden alliierten Schlussoffensive gegen die Gustav-Linie teil. Nach dem Durchbruch durch die Gustav-Linie war Weil auch am Durchbruch durch die Adolf-Hitler-Linie beteiligt, die später Senger-Linie genannt wurde. Am 18. Juni 1944 griff die 13. Halbbrigade die zwischen Rom und Florenz gelegene Burg Radicofani an. Weil griff die Burg mit seinen Granatwerfern von hinten an. Dafür wurde ihm das Croix de guerre verliehen.

### Befreiung Frankreichs

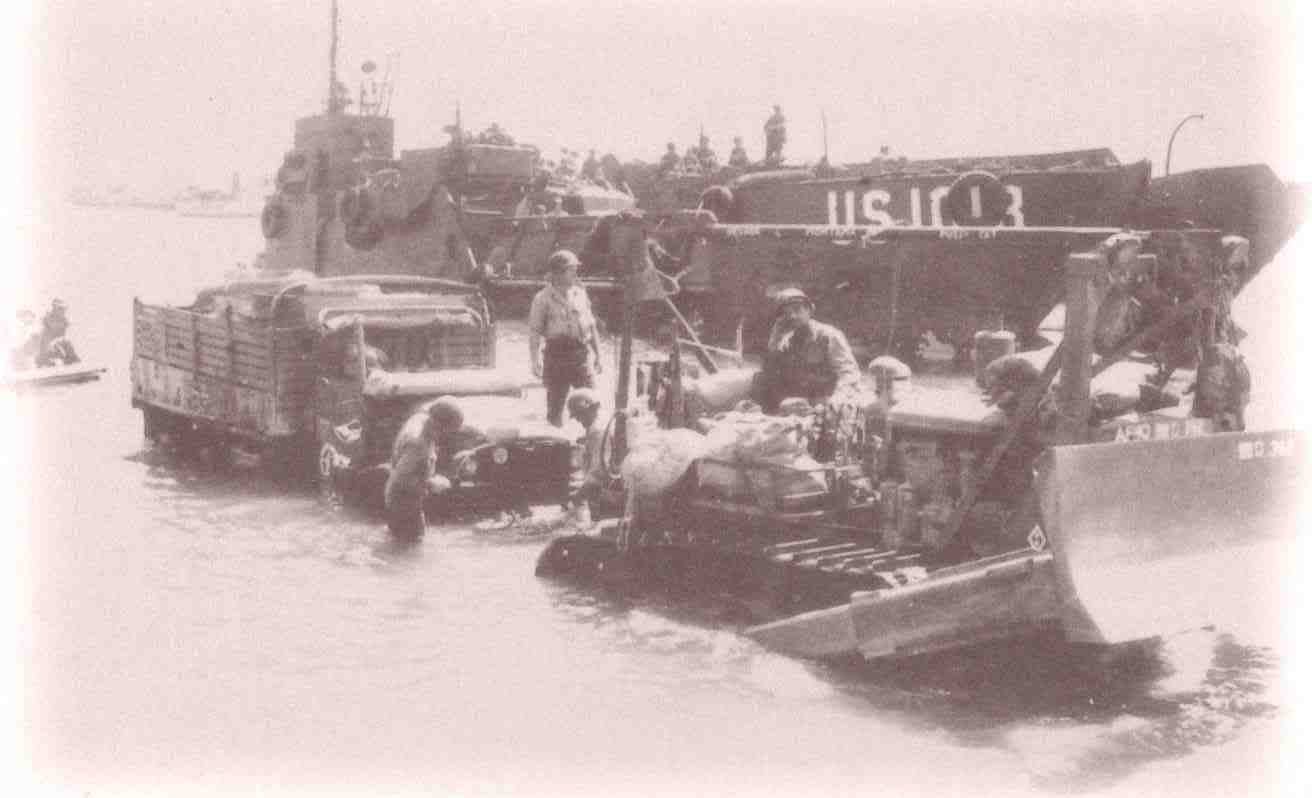
Landungsszene in Cavalaire-sur-Mer

Die 1. Division Français Libre und damit die 13. Halbbrigade hatte auch an der dritten alliierten Invasion, in Südfrankreich, teilzunehmen und wurde hierzu in die 7. US-Armee eingegliedert. Am 8. August 1944 marschierte sie über Neapel, wo Weil den ausgedehnten Schwarzmarkt kennen lernte, nach Tarent und wurde dort nach den Hyerischen Inseln verschifft. Die Landung erfolgte zwischen Cavalaire-sur-Mer und La Croix-Valmer. Die Soldaten mussten an Netzen von den Schiffen herabklettern. Weil gelang es, mit seinen beiden Granatwerfern ein schweres, durch einen Bunker geschütztes Küstengeschütz von der Landseite einzunehmen. Die 13. Halbbrigade marschierte kämpfend das Rhonetal flussaufwärts und erreichte am 3. September 1944 Lyon. Nächster bedeutender Kampfauftrag war es, der 19. Armee den Rückzug abzuschneiden. Die 1. Division Française Libre sollte den Brückenkopf Elsass, auch Poche de Colmar genannt, zerschlagen. In den Monaten Oktober und November 1944 nahm Weil am Stellungskrieg um die Vogesen teil. Gegner war die aus Norwegen verlegte 269. Infanterie-Division.

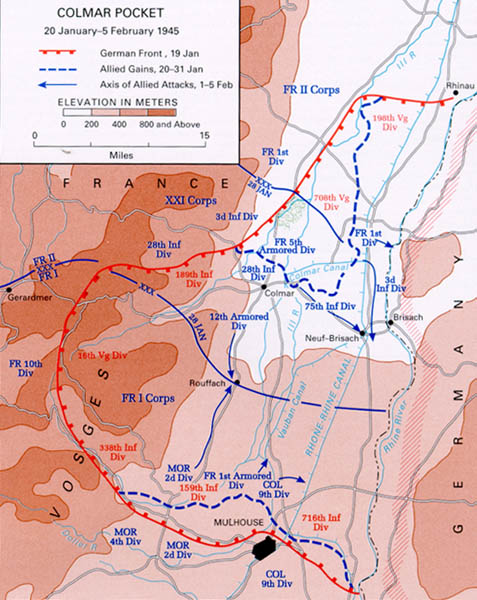
Angriff auf den Brückenkopf Elsass aus Richtung Nordosten

Die Vogesenkämpfe waren schwer wegen großer Kälte, Nässe und Schnee. Auf Wegen und Straßen waren Tritt- und Tellerminen mit Holz- und Aluminiumgehäusen verborgen, die nicht elektromagnetisch aufgespürt werden konnten. Auch die Wegsperren aus gefällten Bäumen waren vermint, so dass die Baumstämme mit Drahtseilwinden aus der Entfernung weggezogen werden mussten. Beim Angriff auf den Ballon d’Alsace wurde Weil beim Saut de la Truite durch einen Granatsplitter an der Hand verletzt, so dass er bis Ende 1944 nach Montpellier zur Rekonvaleszenz abkommandiert wurde. Am 23. Januar 1945 nahm Weil wieder an einem Angriff auf den Brückenkopf Elsass teil, bei Guémar, nördlich von Colmar. Das Ende der Kämpfe um den Brückenkopf Elsass wird mit dem 9. Februar 1945 angenommen, als sich ein Großteil der deutschen Truppen über die Rheinbrücke bei Chalampé zurückzog und die Brücke sprengte. Noch im Elsass verbliebene Truppen wurden bei Guebwiller aufgerieben. Die Kämpfe im Elsass kosteten die 13. Halbbrigade 40 % Verluste, 1026 Tote und Verwundete. Deswegen, und wegen mangelhafter Ausrüstung, wurde die 13. Halbbrigade im Februar 1945 in den Mittelmeeralpenraum verlegt. Weil hatte an der Grenzbereinigung mit Italien mitzuwirken und gelangte nach Isola im Tinéetal beim Lombardpass. Der Auftrag endete mit der Teilkapitulation der deutschen Truppen von Caserta am 29. April 1945. Am 18. Juni 1945 nahm Weil an einem Defilee über die Champs Elysèes teil, das zur Feier des fünften Jahrestags des Londoner Appells von Charles de Gaulle veranstaltet wurde. Danach wurde er zu einem halbjährigen Offizierslehrgang nach Coëtquidan kommandiert, wohin die ausgebombte Militärschule Saint-Cyr verlegt worden war. Das Abschlussexamen bestand Weil in der Spitzengruppe der Absolventen. Am 21. Dezember 1945 wurde Weil nach Stuttgart versetzt.

## Neuanfang in Deutschland

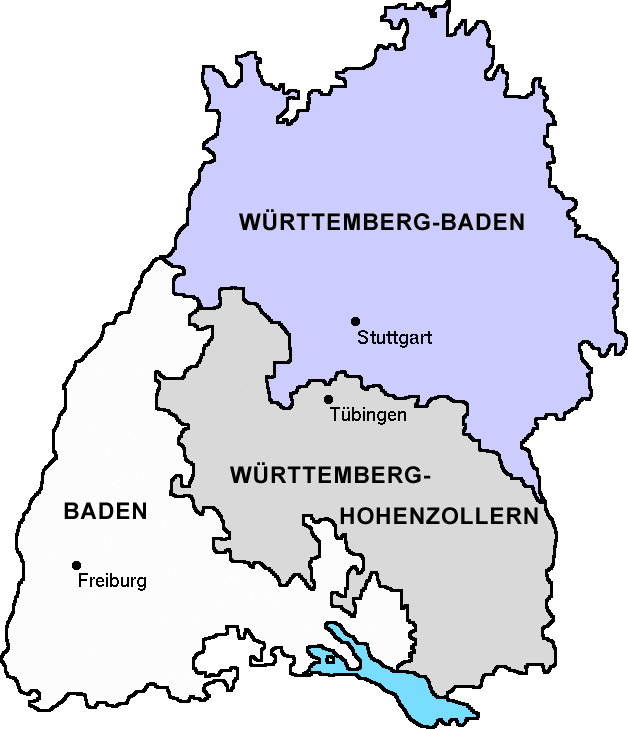
Grenzverläufe in Baden und Württemberg 1945–1952

Weil suchte Anfang 1946 Reinhold Maier in Stuttgart auf, der seit dem 14. September 1945 Ministerpräsident von Württemberg-Baden war. An dem Gespräch nahm der Justizminister Josef Beyerle teil, der Weil abriet, nach Deutschland zu kommen. Er könne hier kaum Fuß fassen, denn es sei unsicher, ob sich nach dem von außen herbeigeführten Ende der Judenverfolgung ein innerer Wandel vollzogen habe. Maier und Beyerle gaben ihm aber den Rat, sich an Carlo Schmid zu wenden, der Präsident eines Staatssekretariats für Württemberg-Hohenzollern in der französischen Besatzungszone war, das sich als Abwesenheitspfleger für die württemberg-badische Regierung in Stuttgart verstand. Carlo Schmid machte Weil nach einer Sitzung des Landesdirektoriums das Angebot, als Regierungsrat in die Dienste Württembergs zu treten. Weil wollte aber an zentraler Stelle am Wiederaufbau Deutschlands mitwirken, und bewarb sich beim Polizeipräsidium Berlin, das im Ostsektor der Stadt seinen Sitz hatte. Der Polizeipräsident Paul Markgraf, der als antifaschistischer Kriegsgefangener mit der Gruppe Ulbricht nach Berlin gekommen war, lehnte Weil als Westexilanten ab. Um in Berlin bleiben zu können, arbeitete Weil als Bauarbeiter in Berlin-Wilmersdorf. Um die Jahreswende 1946/47 bewarb sich Weil bei der Zentralverwaltung der Deutschen Justiz, die das Gerichtswesen in der Sowjetischen Besatzungszone aufbauen sollte. Deren Präsident, der routinierte Justizpolitiker Eugen Schiffer, gab Weil den Rat, er solle zuerst seine juristische Ausbildung mit dem zweiten Staatsexamen abschließen, denn abgebrochene Riesen brauche man in der Justiz nicht.

## Wiederaufnahme der juristischen Ausbildung
Um zum juristischen Vorbereitungsdienst zugelassen zu werden, wandte sich Weil nochmals an Carlo Schmid, der ihn an Ministerialrat Gebhard Müller weiter verwies, der später Ministerpräsident von Baden-Württemberg und Präsident des Bundesverfassungsgerichts werden sollte. Weil trat das Referendariat in Tübingen an. Das Referendariat begann abweichend vom üblichen Schema nicht mit der Zivilstation beim Amts- oder Landgericht, sondern mit der Verwaltungsstation. Weil wurde der Preisaufsichtsbehörde im Kreisverwaltungsamt zugewiesen. Daran schloss sich die Strafrechtsstation an, die Weil bei der Staatsanwaltschaft Tübingen ableistete. Die Zivilrechtsstation fand für Weil beim Amtsgericht Tübingen statt; Ausbildungsrichter war Paul Wilhelm Wenger, der später Journalist beim bis 1979 bedeutsamen Rheinischen Merkur werden sollte. Leiter der Arbeitsgemeinschaft für Zivilrecht, also des praxisbegleitenden Unterrichts, war Fritz Baur, dessen Lehrbuch des Sachenrechts im Jahre 2017 in 18. Auflage fortgeführt wird. Einer der Kurskollegen Weils war Rolf Serick, der 1963 eine grundlegende Monographie über „Eigentumsvorbehalt und Sicherungsübertragung“ in sechs Bänden veröffentlichen sollte.  Weil schloss seine juristische Ausbildung mit der Zweiten Juristischen Staatsprüfung ab, 13 statt drei Jahre nach der Ersten Juristischen Staatsprüfung.
Eine erste Stelle als Jurist trat Weil zur Zeit der Währungsreform am 20. Juni 1948 bei einem Tübinger Rechtsanwalt an.  Am 15. Juli 1948 heiratete er Christel Weil geb. Hamann (* 24. Dezember 1920, † 29. Juni 2011). Aus der Ehe gingen zwei Kinder hervor. Obwohl Weil den Nürnberger Gesetzen unterfiel und sich seit 1938 nicht mehr im Reichsgebiet aufhielt, musste er sich einem Entnazifizierungsverfahren unterziehen. Er wurde am 21. November 1948 als nicht belastet eingestuft, weil er nur dem Verein für das Deutschtum im Ausland angehörte. Ab September 1949 war Weil als Anwaltsassessor bei Rechtsanwalt und Notar Eduard Leuze in Reutlingen tätig.

## Heinz Weil im Richterberuf

### Frühe Richterjahre
Am 2. November 1954 trat Weil als Richter in den Dienst des Landes Baden-Württemberg und wurde Gerichtsassessor beim Landgericht Stuttgart. Dort hatte er Scheidungssachen zu bearbeiten, die vor Einrichtung der Familiengerichte durch die große Familienrechtsreform zum 1. Juli 1977 bei den Landgerichten lagen. Während seiner ersten Richterzeit entdeckte Weil eine höhere Bereitschaft in Deutschland, sich mit dem Judenmord auseinanderzusetzen, und schrieb dies hauptsächlich der Veröffentlichung des Tagebuchs der Anne Frank zu, das 1950 erstmals beim Verlag Lambert Schneider in deutscher Übersetzung erschien. Ab 1956 leitete er den theoretischen Begleitunterricht im Zivilrecht für Gerichtsreferendare beim Landgericht Stuttgart. 1959 wurde Weil Hilfsrichter beim Oberlandesgericht Stuttgart im Senat des Präsidenten des Oberlandesgerichts Richard Schmid, der im Dritten Reich eine dreijährige Zuchthausstrafe verbüßen musste. Er wurde danach als Amtsgerichtsrat an das Amtsgericht Waiblingen versetzt und weiter als Landgerichtsrat an das Landgericht Stuttgart. Mitte 1961 wurde er zum Landgerichtsdirektor ernannt und wurde damit Vorsitzender einer Zivilkammer. Weil übernahm die Kammer für Handelssachen, die mit zwei ehrenamtlichen Richtern besetzt ist. Während dieser Tätigkeit entstand die Schrift Der Handelsrichter und sein Amt, die zuletzt 2011 in sechster Auflage erschienen ist. Ab 1964 war Weil für das Landesberufsgericht der Zahnärzte tätig und Vorsitzender einer Disziplinarkammer für Beamte. 1968 beabsichtigte das baden-württembergische Justizministerium, Weil als Richter am Bundesgerichtshof vorzuschlagen. Weil lehnte ab, weil er sich dort dogmatischen Feinheiten statt praktischen Konfliktlösungen zu widmen gehabt hätte.

### Oberlandesgericht und Landgericht Ellwangen

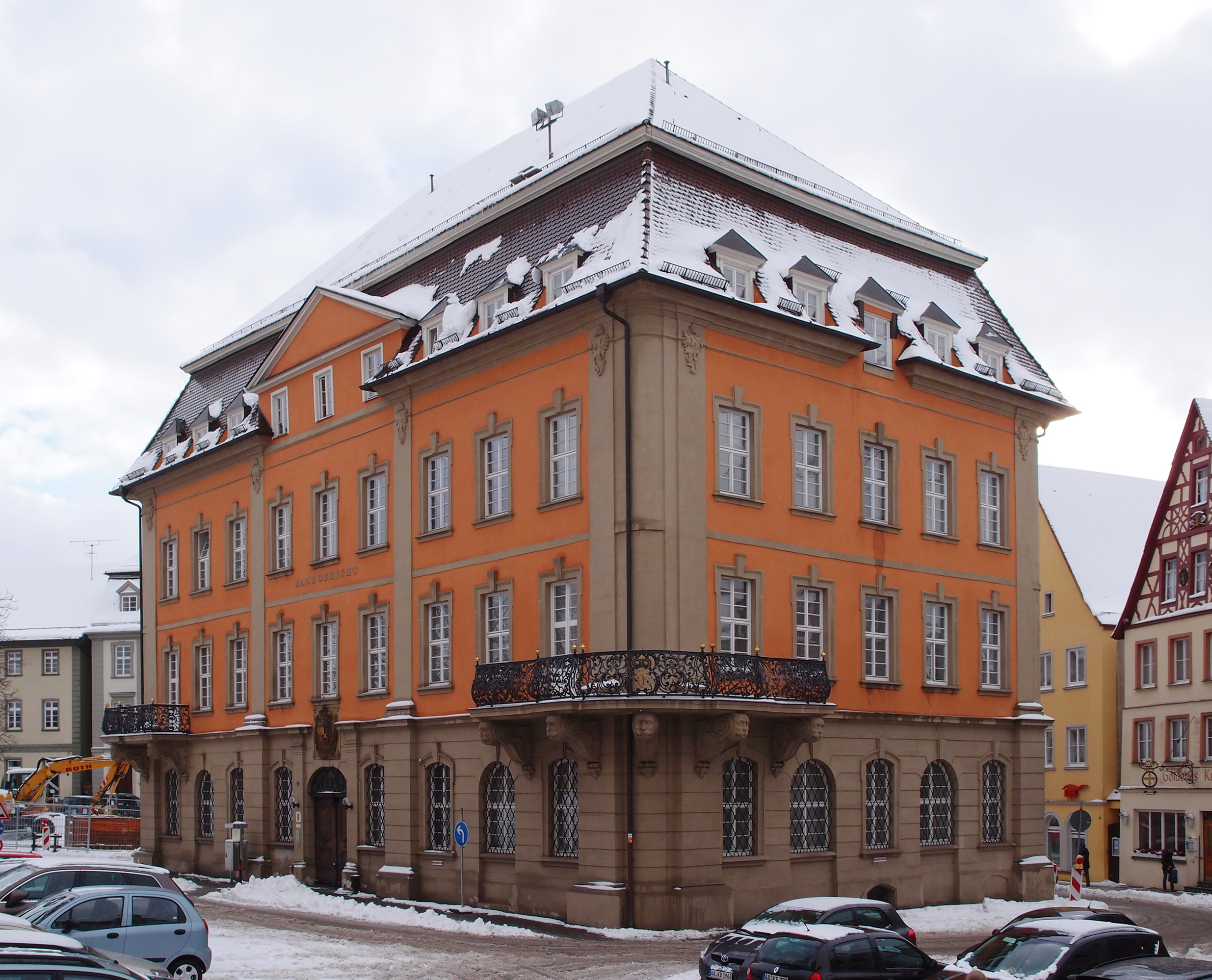
Landgericht Ellwangen

1969 wurde Weil Präsident eines Zivilsenats am Oberlandesgericht Stuttgart. In dieser Zeit übersetzten Heinz und Christel Weil das Buch von Paul Bonnecarrère Pour la sang versé, das 1974 auf Deutsch unter dem Titel Frankreichs fremde Söhne. Fremdenlegionäre im Indochina-Krieg erschien. 1974 wurde Weil zum Präsidenten des Landgerichts Ellwangen ernannt, und ging von dort Ende 1978 in den Ruhestand. Im selben Jahr wurde er zum Ritter der französischen Ehrenlegion ernannt. Bis 1981 war er noch als Prüfer für die Zweite juristische Staatsprüfung tätig und als Richter am Heilberufsgericht Baden-Württemberg. 1986 veröffentlichte er seine Erinnerungen: Am Rande des Strudels: Erinnerungen 1913–1982. Das Vorwort schrieb Peter Scholl-Latour. 1992 erschien das Buch in Frankreich unter dem Titel: Heinz Weil-Bernard: Contre-moi de la Tyrannie: Souvenirs 1913 – 1990. Das Buch wurde übersetzt von Renèe Kaiser und Arno Meyer. Seinen Lebensabend verbrachte er in Stuttgart-Weilimdorf, nach seinem Tod 1998 fand er die letzte Ruhe auf dem Korntaler Friedhof.

## Auszeichnungen
- Großes Bundesverdienstkreuz (1979)
- Chevalier de l’Ordre National de la Légion d’Honneur (1978)
- Croix de guerre (1944)

## Veröffentlichungen
- Heinz Weil: Am Rande des Strudels: Erinnerungen 1913–1982. 1. Auflage Stuttgart 1986, 2. Auflage Stuttgart 1988.
- Heinz Weil-Bernard: Contre-moi de la Tyrannie: Souvenirs 1913 – 1990. Nouvelles Editions Latines, 1992. Übersetzt von Renée Kaiser und Arno Meyer
- Klaus Lindloh / Heinz Weil: Der Handelsrichter und sein Amt. 6. Auflage München 2011.
- Paul Bonnecarrère: Frankreichs fremde Söhne. Fremdenlegionäre im Indochina-Krieg. Übersetzt von Heinz und  Christel Weil. Stuttgart 1974. Originaltitel: Paul Bonnecarrère: Par le sang versé, La Légion étrangère en Indochine, Fayard, 1968.